# Litsea variabilis
Litsea variabilis är en lagerväxtart som beskrevs av William Botting Hemsley. Litsea variabilis ingår i släktet Litsea och familjen lagerväxter. Utöver nominatformen finns också underarten L. v. oblonga.